# Rhagiops costulipennis
Rhagiops costulipennis är en skalbaggsart som beskrevs av Leon Fairmaire 1898. Rhagiops costulipennis ingår i släktet Rhagiops och familjen långhorningar.
Artens utbredningsområde är Madagaskar. Inga underarter finns listade i Catalogue of Life.